# Pipistrellus nanulus
Pipistrellus nanulus es una especie de murciélago de la familia Vespertilionidae.

## Distribución geográfica
Se encuentra en África y en Europa occidental y central.